# Nola herbuloti
Nola herbuloti är en fjärilsart som beskrevs av De Toulgoët 1982. Nola herbuloti ingår i släktet Nola och familjen trågspinnare. Inga underarter finns listade i Catalogue of Life.